# Laportea alatipes
Laportea alatipes är en nässelväxtart som beskrevs av Joseph Dalton Hooker. Laportea alatipes ingår i släktet Laportea och familjen nässelväxter. Inga underarter finns listade i Catalogue of Life.